# ويليم دي فوس
ويليم دي فوس (بالهولندية: Willem de Vos)‏ هو عالم أحياء دقيقة وبروفيسور وأستاذ جامعي هولندي، ولد في 30 أكتوبر 1954 في آبلدورن في هولندا.